# Teatro Carlo Felice
Il Teatro Carlo Felice è il principale teatro della città di Genova e uno dei più noti in Italia. Vi si tengono la stagione d'Opera lirica e balletto e la stagione sinfonica, oltre a recital e manifestazioni varie.
Dal 1991 è la sede principale delle stagioni musicali della Giovine Orchestra Genovese, ONLUS che organizza, produce e promuove concerti di musica classica, in particolare da camera, dal 1912, la cui sede si trova nell'attigua Galleria Mazzini.
Il teatro è posto appena a lato di piazza De Ferrari, principale piazza cittadina, accanto al monumento equestre a Giuseppe Garibaldi e poco distante dalla fontana di Vergagni, che rappresenta uno dei simboli della città.
Davanti al teatro si trova la stazione "De Ferrari" della metropolitana di Genova.

## Storia

### Il progetto Barabino

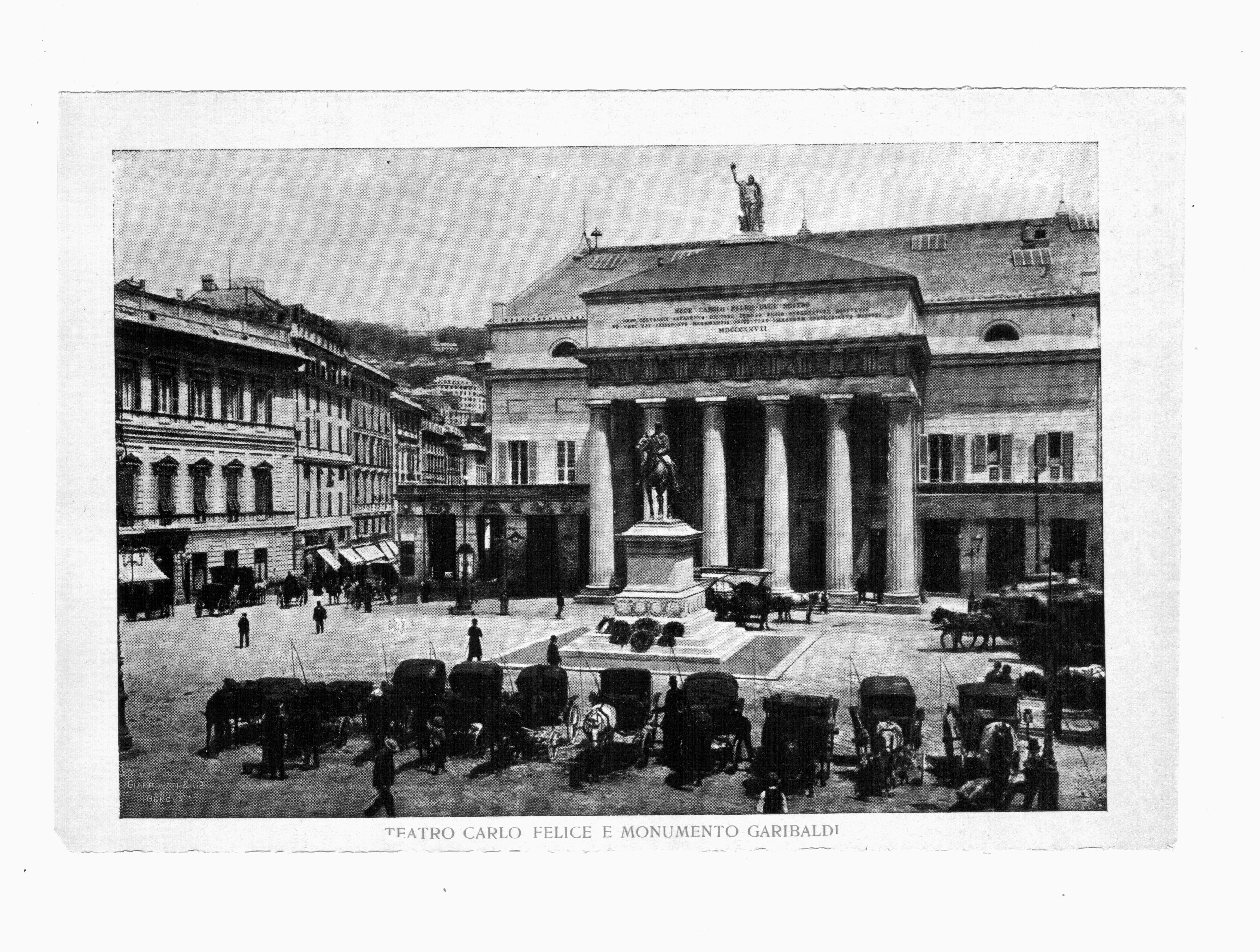
Una delle prime fotografie del teatro: visione nella struttura originale in un'immagine storica ripresa dalla prospiciente piazza De Ferrari. La statua del Gaggini sul pronao è integra, il monumento equestre a Garibaldi eretto a fine Ottocento è già in opera, i binari tramviari del primo Novecento non ancora presenti collocano questa inquadratura negli anni a cavallo tra XIX e XX secolo (foto Paul Trabert, ristampa formato cartolina Gianinazzi).

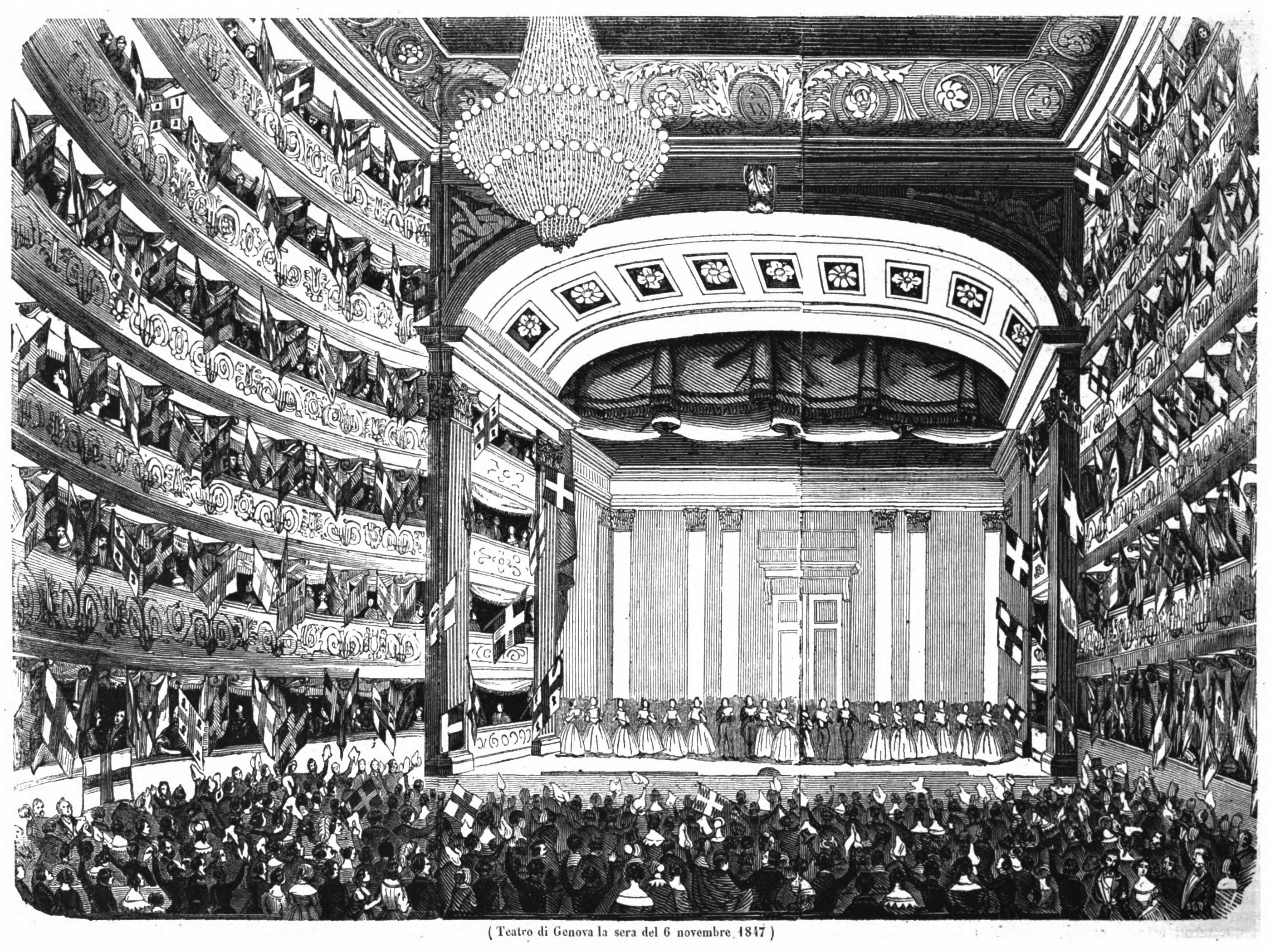
Sera del 6 novembre 1847, inno al re Carlo Alberto

Nel 1825 venne indetto un concorso per il disegno di un nuovo teatro dell'opera. Avevano partecipato, fra gli altri, il genovese Carlo Barabino e il ticinese Luigi Canonica. Vinse il primo e, il 21 gennaio 1826, vennero pubblicati sulla Gazzetta di Genova il progetto, le norme per l'appalto del teatro e indicazione precise sull'area che doveva occupare l'area del convento e della chiesa di San Domenico, edifici già ridotti fin dal 1797 a magazzini e a caserma.
Canonica, comunque, fu chiamato in un secondo tempo come consulente per la realizzazione del palcoscenico e della parte interna della curva della sala. Egli, infatti, già architetto reale del cessato Regno d'Italia (1805-1814), si era largamente illustrato in grandi edifici teatrali: l'allargamento del palcoscenico della Scala, il completamento del teatro di Como, la costruzione del Carcano e del Teatro Fiando di Milano, dei teatri di Cremona, Brescia, fra le altre realizzazioni.
Il teatro venne inaugurato il 7 aprile 1828, alla presenza dei sovrani del Regno di Sardegna, Carlo Felice e la regina Maria Cristina, con la rappresentazione dell'opera di Vincenzo Bellini Bianca e Fernando su libretto del genovese Felice Romani con Adelaide Tosi, Giovanni David e Antonio Tamburini. 
Nella circostanza, quest'opera venne rielaborata appositamente dall'autore.
La decisione di costruire un teatro da intitolare a Carlo Felice di Savoia era stata presa appena pochi anni prima la sua edificazione, ovvero fra il 1824 e il 1825. A tale decisione i governanti dell'epoca giunsero in considerazione del fatto che i teatri allora presenti fossero decisamente insufficienti.
Genova non aveva ancora un vero e proprio teatro per il melodramma, al tempo molto in auge, e fu così che la città decise di dotarsene di uno che potesse competere, sul piano dell'eleganza, con quelli allora presenti in tutta Italia. 
Fino ad allora in Genova il teatro più frequentato era stato il Teatro di Sant'Agostino, primo teatro pubblico della città di proprietà dei Marchesi Durazzo e di una società di palchettisti: l'edificio, in legno, del secolo precedente, era ormai considerato non più adatto ai tempi e la società dei palchettisti del Sant'Agostino contribuì alla costruzione del Carlo Felice. La costruzione avvenne su un terreno che in passato aveva ospitato il convento di San Domenico, che era stato successivamente abbattuto.
Il 12 maggio 1828 avviene la prima assoluta di Alina, regina di Golconda di Gaetano Donizetti con Giovanni Battista Verger, Tamburini e Giuseppe Frezzolini.
Nel Nuovo Teatro Carlo Felice nel 1852 viene inaugurata l'illuminazione a gas, e nel 1892, per le celebrazioni colombiane, l'illuminazione elettrica.

### Il bombardamento
Durante la seconda guerra mondiale il Carlo Felice, come viene comunemente chiamato, venne colpito due volte rimanendo parzialmente distrutto: erano distrutti i solai e le parti in carpenteria del teatro (palchi, soffittature, e così via); erano invece rimasti i muri perimetrali ed in particolare il pronao.
Nel 1946 la sovraintendente del "Teatro comunale dell'opera", Celeste Lanfranco Gandolfi, riuscì ad organizzare la stagione lirica al "Cinema-teatro Grattacielo". Nell'estate dello stesso anno allestì anche una stagione estiva fra le rovine del vecchio Politeama Genovese. 
Nel 1948 la stagione, sempre allestita nel "Cinema-teatro Grattacielo", comprendeva un Tristano e Isotta interpretato da Maria Callas e Max Lorenz: un significativo riscatto per una città senza teatro lirico.
Nel 1957 venne riaperto il Politeama Margherita e per diversi decenni le rappresentazioni teatrali di rivista e di lirica si tennero in questa sala di via XX Settembre, chiusa alla fine degli anni '90.

### La ricostruzione

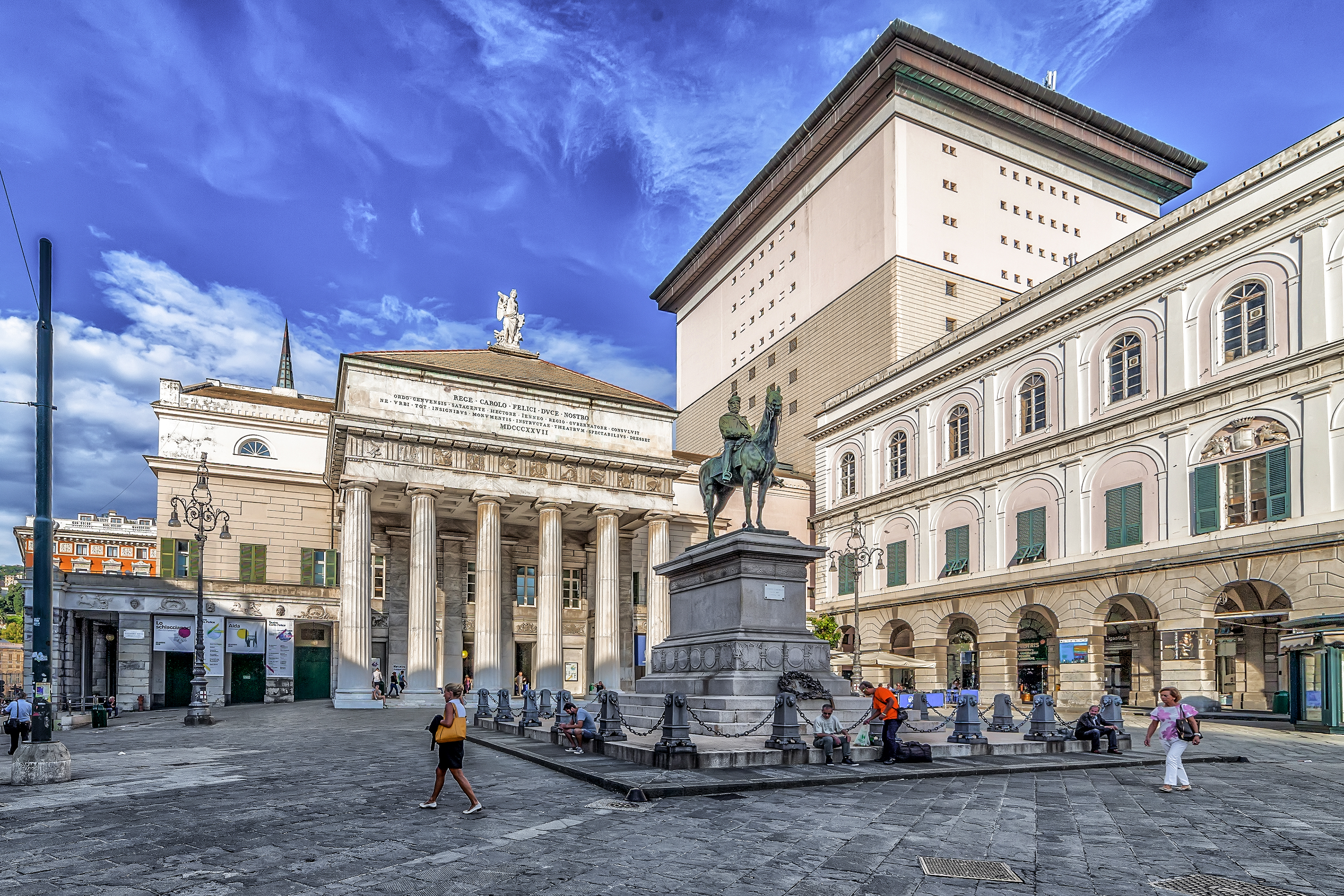
Una immagine dell'intero complesso architettonico, dal lato di Piazza de Ferrari

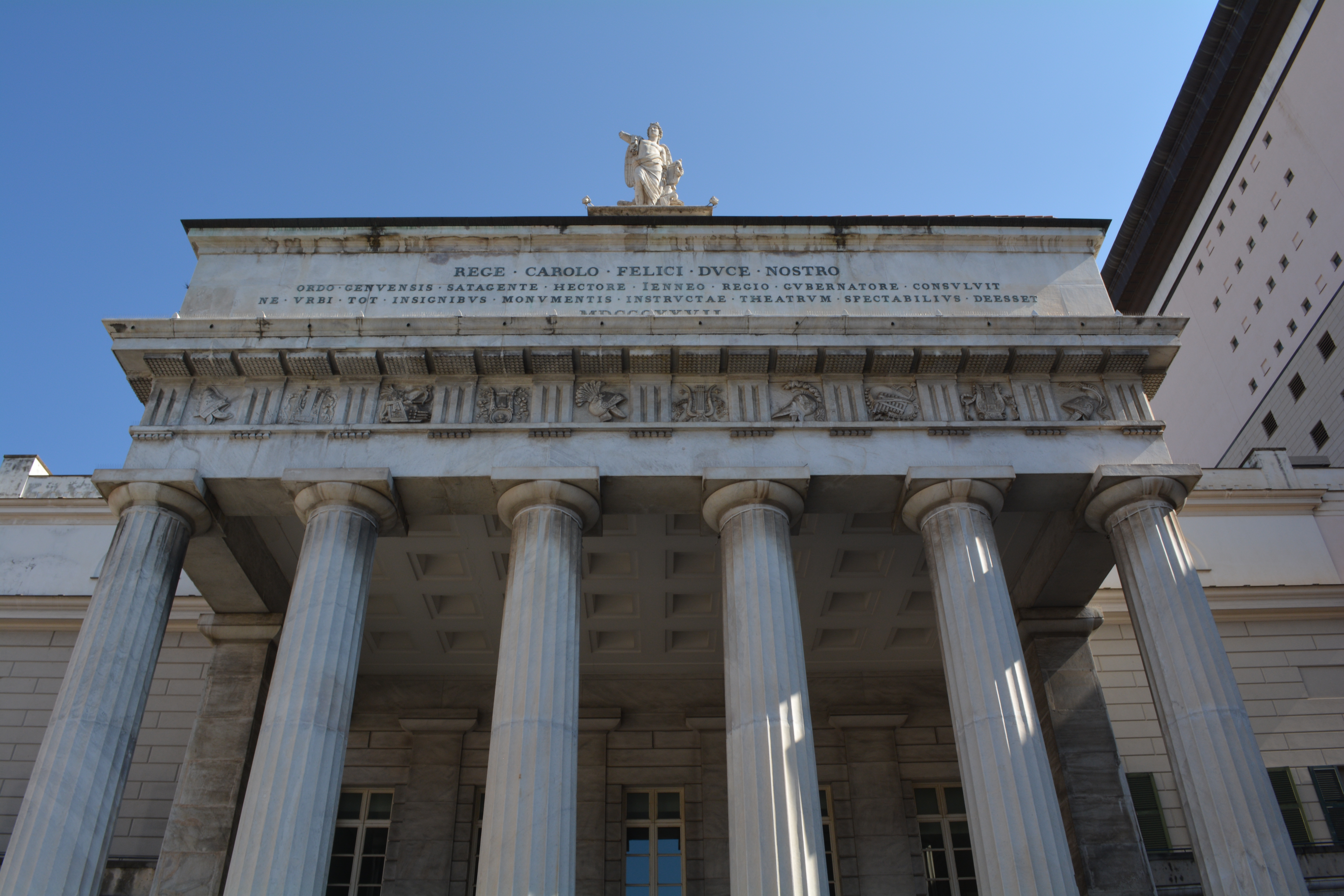
Particolare della facciata.

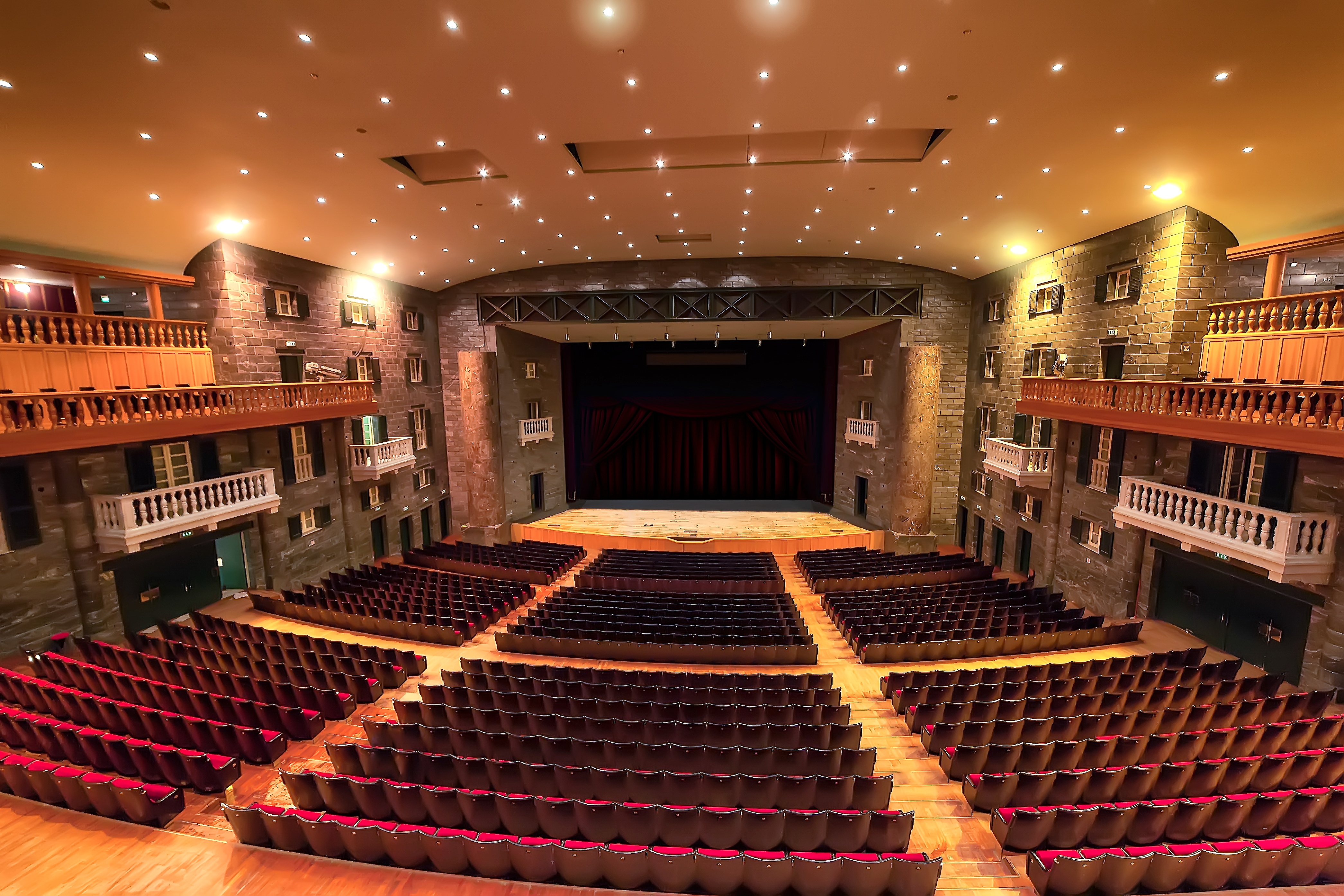
Gli interni del teatro

Benché alcune parti del teatro di Barabino fossero sopravvissute, era stato deciso dalla municipalità che la città dovesse rifare in toto il suo teatro, per cui, nel 1946, venne bandito un concorso di architettura. A questo concorso parteciparono diversi architetti liguri, tra cui spiccava il nome di Luigi Carlo Daneri, che vinse il secondo premio. Il primo premio fu, invece, assegnato nel 1950 al progetto del gruppo di Paolo Antonio Chessa. Nel 1951 questi consegnò il progetto esecutivo. Tale progetto, tuttavia, non fu mai eseguito, e nel 1963 fu definitivamente accantonato, affidando l'incarico a Carlo Scarpa, architetto di fama internazionale.
Scarpa portò avanti un progetto nell'arco di molti anni, elaborando diverse soluzioni e giungendo a un progetto definitivo nel 1977, ma morì accidentalmente nel 1978 e, anche se il suo progetto fu approvato nel 1979, nemmeno la sua idea giunse alla realizzazione. Nel frattempo ciò che rimaneva dell'antico teatro venne demolito, lasciando in piedi il pronao neoclassico e i portici del perimetro esterno, elementi col tempo divenuti iconici e anche successivamente conservati.
Nel 1981 fu bandito un altro concorso-appalto a due fasi. Il concorso si concluse nel 1984 e fu vinto dalla ditta Mario Valle s.p.a. di Arenzano, con il progetto degli architetti Aldo Rossi, Ignazio Gardella, Fabio Reinhart.
Il progetto prevedeva, come imposto dal bando di gara:
- il mantenimento del pronao dorico e del portico in pietra di promontorio, decorato con i bassorilievi originali;
- la trasformazione in piazza coperta della zona dietro al pronao (dove era posizionato il foyer del vecchio teatro). Tale spazio avrebbe dovuto essere il punto di continuità viaria tra la Piazza De Ferrari e la retrostante Galleria Mazzini.

Inoltre, il progetto proponeva la ricostruzione, quasi letterale, del volume esterno prospiciente la piazza, mentre ipotizzava un'immensa torre, quasi il doppio del volume barabiniano, nel lato posteriore. Tale torre doveva contenere il palco, e le relative macchine di scena, i camerini e le sale di prova. La scena era pensata per allestire quattro scenografie contemporaneamente, con una piattaforma mobile. La sala era a cavea (diversamente dal teatro barabiniano e da altri progetti di concorso). Questa volta il progetto, che venne sviluppato al livello esecutivo, prese corso e il 7 aprile 1987 fu posata la prima pietra del nuovo teatro.
La struttura, recuperata attraverso una quasi totale riedificazione, venne nuovamente inaugurata il 18 ottobre 1991 da una messa in scena de Il trovatore con Rajna Kabaivanska e Shirley Verrett.
Come detto, il nuovo teatro recuperava ciò che rimaneva delle antiche strutture, mentre risultava del tutto nuovo negli interni. Per gli interni, furono banditi concorsi finalizzati all'apparato decorativo e artistico del teatro, più specificatamente per la parte relativa al foyer, e per la zona relativa al grande sipario tagliafuoco. Dai risultati del bando di concorso furono premiati Aurelio Caminati, Raimondo Sirotti e Nerone Ceccarelli.
Nelle nicchie del foyer principale, ai lati della base del "cono", si trovano gli affreschi di 36 m² appositamente eseguiti da Aurelio Caminati. Uno rievoca la dominazione della repubblica genovese nel mar mediterraneo con la rappresentazione allegorica della costruzione di un fondaco nell'isola di Tabarka, l'altro raffigura Guglielmo Embriaco alla partenza dal porto di Genova per la prima crociata nel 1102. Gli affreschi, in posizione diametralmente opposta, abbracciano idealmente l'osservatore conducendolo in un viaggio in cui le coordinate spazio-temporali e cromatiche vengono armonizzate dal mare, al quale Genova lega indissolubilmente la propria storia.
Il teatro è dotato di quattro palcoscenici: un palco principale, un palco dorsale alle spalle del primo e due palchi inferiori allineati fra loro e gestiti da impianti elettronici computerizzati. Le macchine di movimentazione scenica e le luci computerizzate come le cabine di regia per le riprese rendono, anche grazie all'acustica studiata, il Carlo Felice uno dei migliori teatri. Alcuni numeri: sala di 200 posti fornita di piccolo palcoscenico indipendente dal resto del teatro, dall'atrio si raggiungono la sala stampa e il primo foyer. Il foyer principale ha una superficie di 660mq. Il lanternino ("cono") è l'elemento caratteristico di questo teatro, si tratta di una struttura poligonale visibile nel foyer sopra l'ingresso, concepita come piramide-cono portante la luce dal tetto della piazza coperta alla statua di Nicolò Paganini
Raimondo Sirotti firma gli arazzi che irrompono con forza cromatica nell'algido foyer. Eseguiti dallo storico laboratorio Pinton di Aubusson, nel cuore della Francia, gli arazzi riproducono una reinterpretazione contemporanea e suggestiva di due dipinti ora custoditi nel Museo dell'Accademia Ligustica di Belle Arti: La Pastorale del Grechetto e il Paradiso di Bernardo Strozzi.
Vincitore del concorso per il grande sipario, con l'opera Viva Schönberg - in omaggio al compositore Arnold Schönberg - fu Nerone Ceccarelli, pisano di nascita, torinese di adozione. Scrisse Ceccarelli presentando il proprio lavoro:
(Nerone Cecarelli)
Il sipario misura circa duecento metri quadrati ed è articolato in centoventicinque pannelli:
(Nerone Cecarelli)
La statua del Genio dell'Armonia, posta nel 1829 alla sommità del pronao, opera del 1824 dello scultore Giuseppe Gaggini, venne sostituita da un calco mentre l'originale, dopo essere stato restaurato, venne collocato all'interno della chiesa gotica di Sant'Agostino in Sarzano, sconsacrata e adibita ad auditorium, dal campanile maiolicato.

## Dirette streaming
Nel 2010 il Teatro Carlo Felice inaugurò una web tv, che ha trasmesso la diretta streaming di opere liriche, concerti e balletti, fino al 2020. Si trattava di una struttura televisiva attrezzata per riprese, registrazione e montaggio, con uno studio all'interno del teatro, posto al sesto piano adiacente alla sala.

## Galleria d'immagini

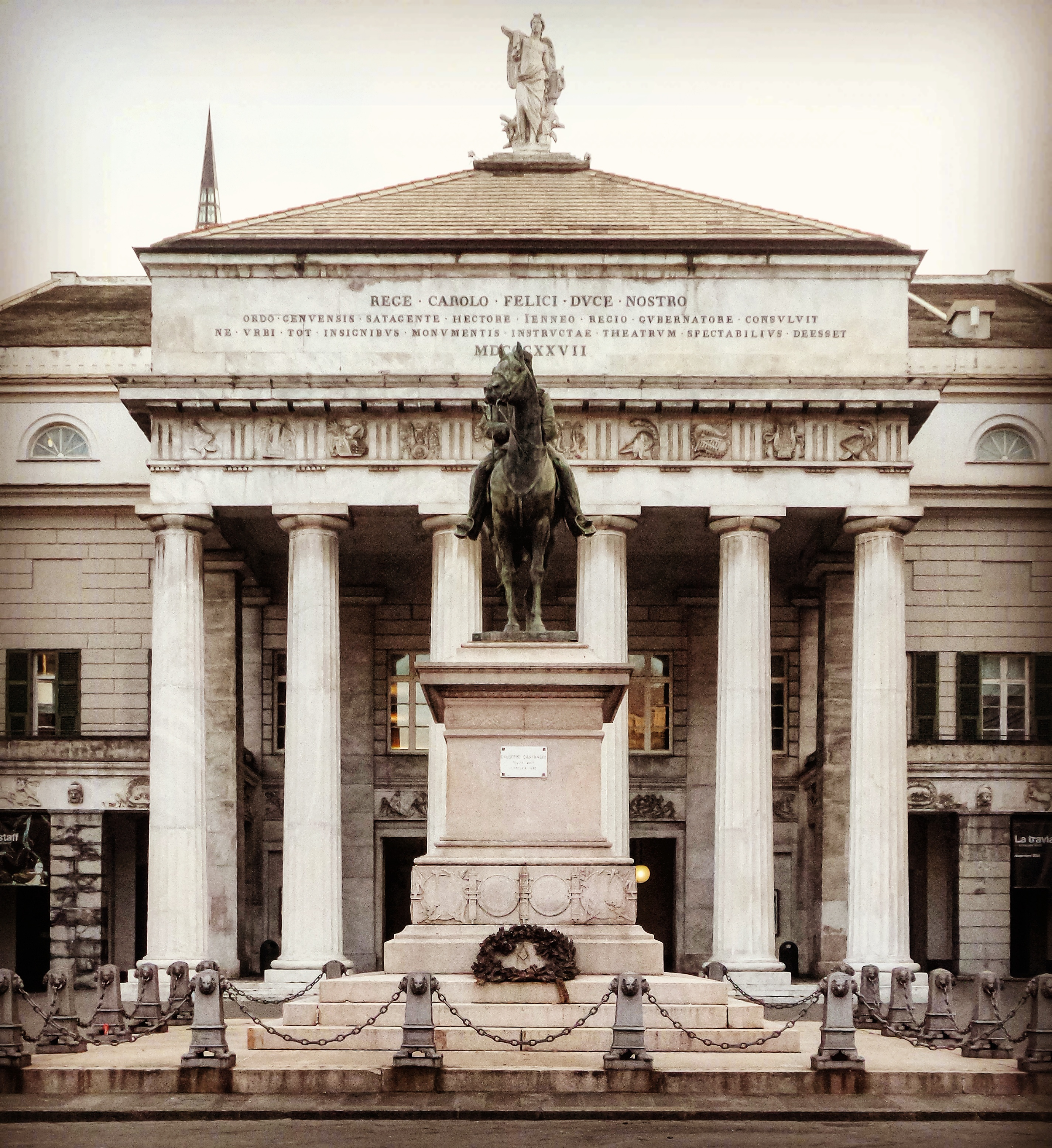
Il Pronao con la statua prospiciente
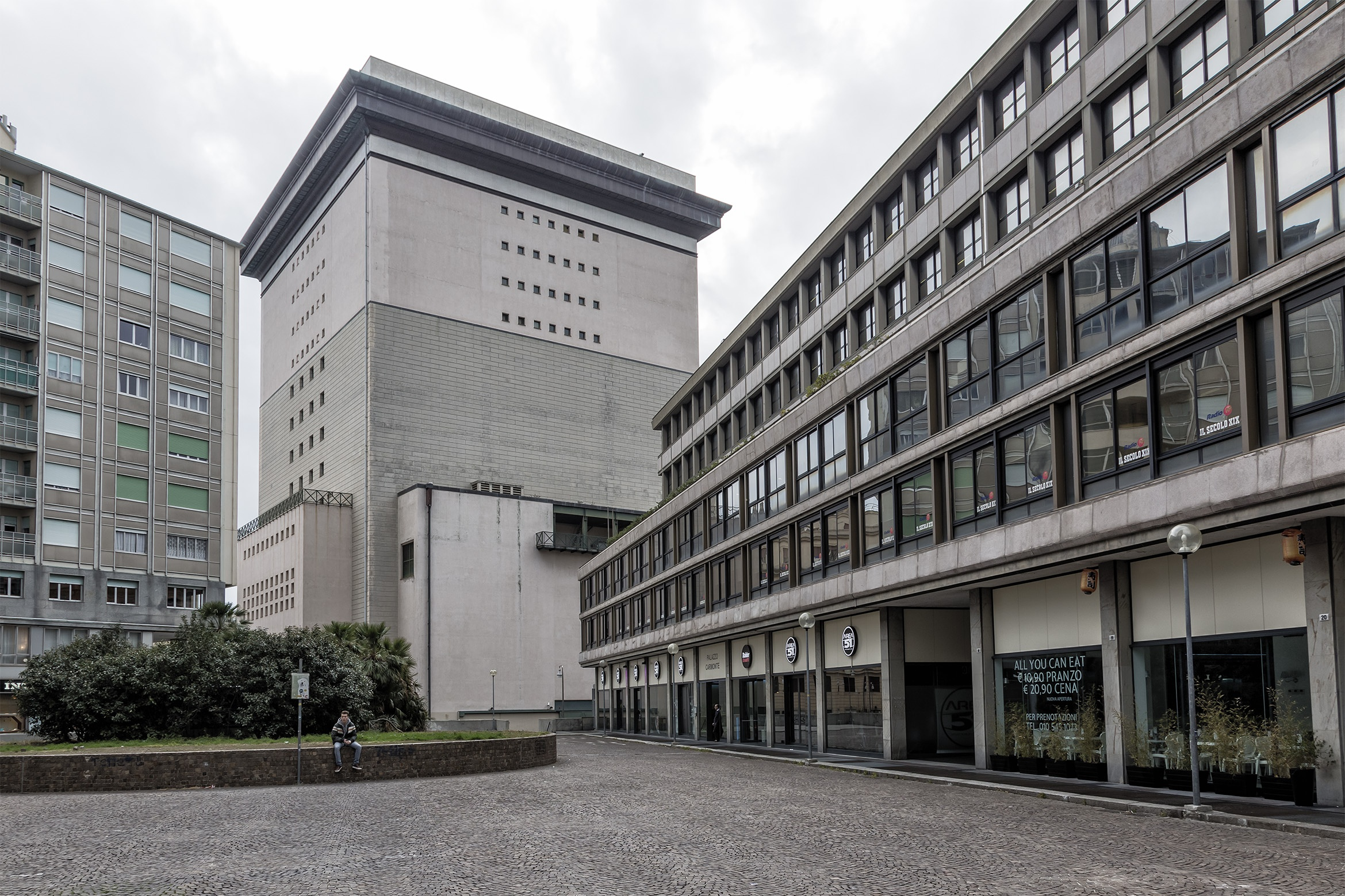
Vista da largo XII Ottobre del nuovo edificio di ampliamento del teatro
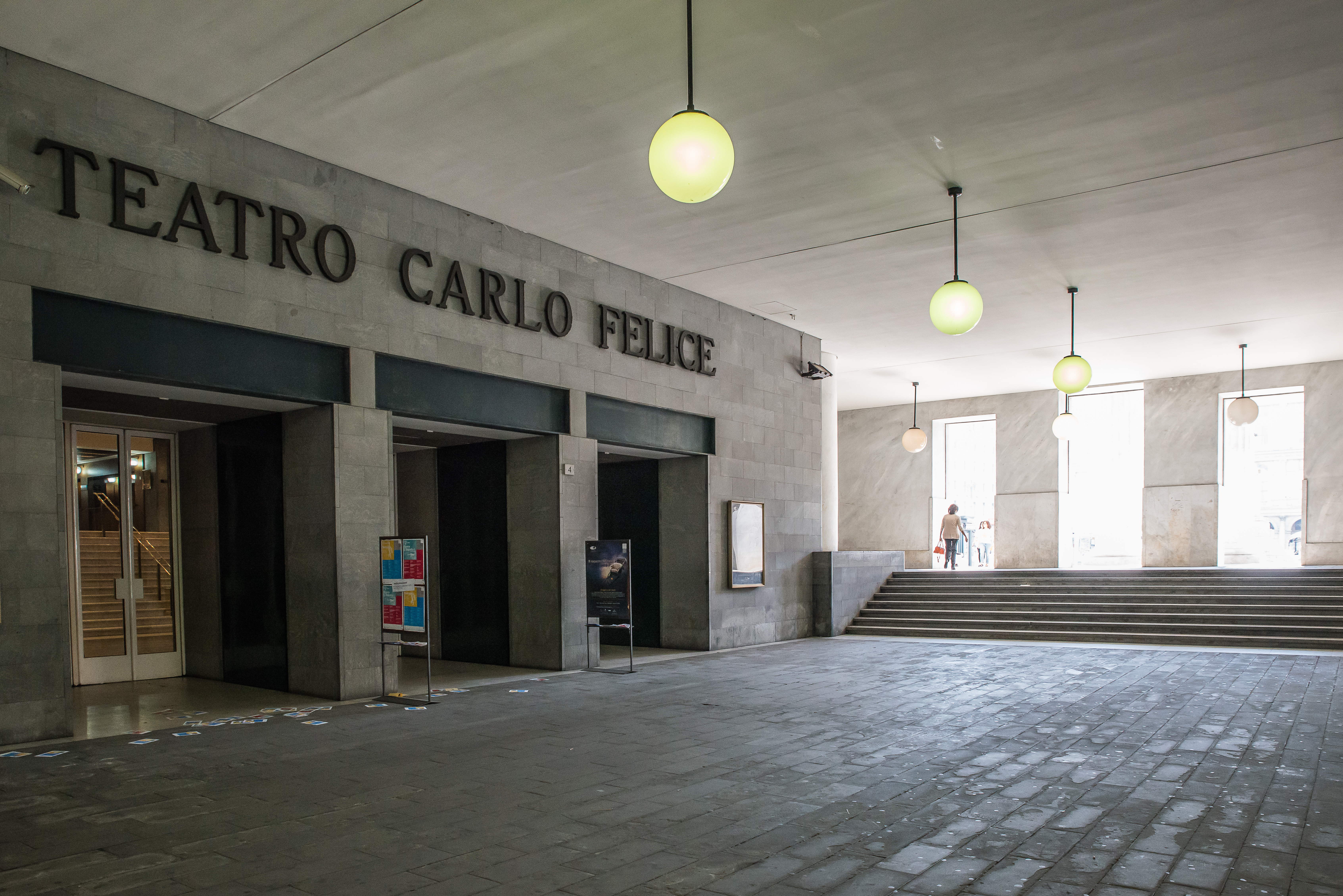
Entrata del teatro
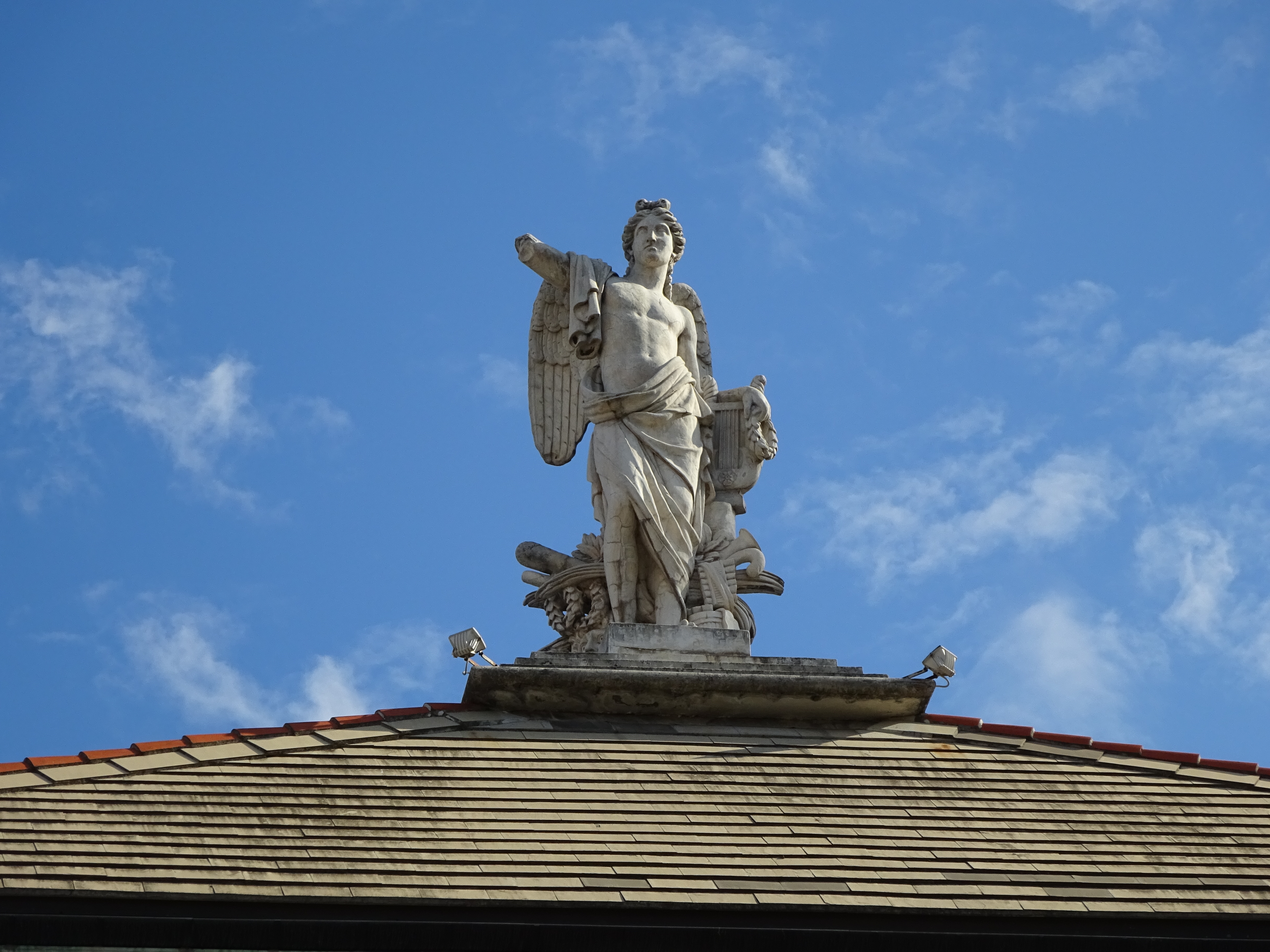
Statua sovrastante il pronao del teatro Carlo Felice, opera di Giuseppe Gaggini
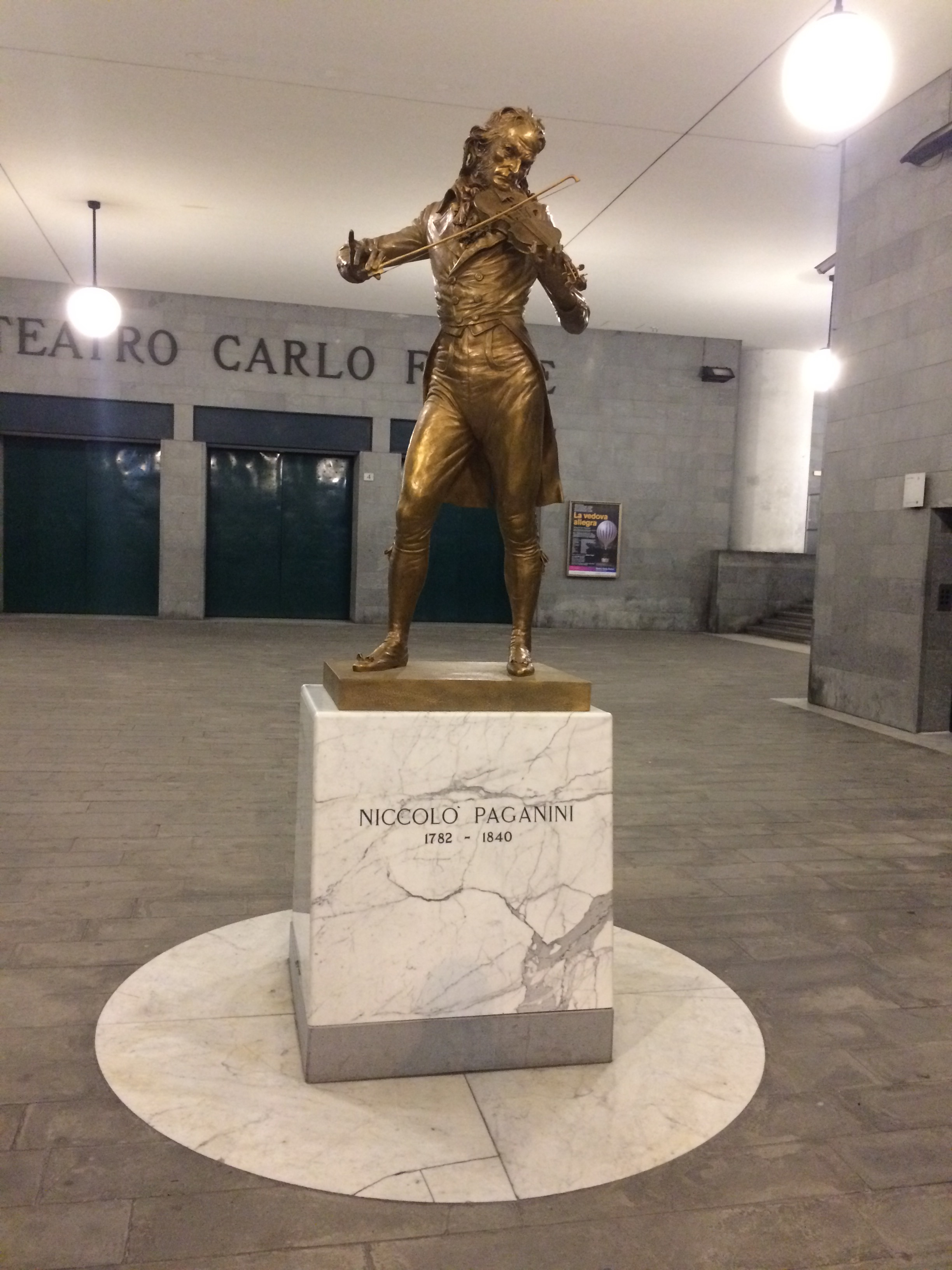
All'ingresso si è accolti dalla statua di Nicolò Paganini
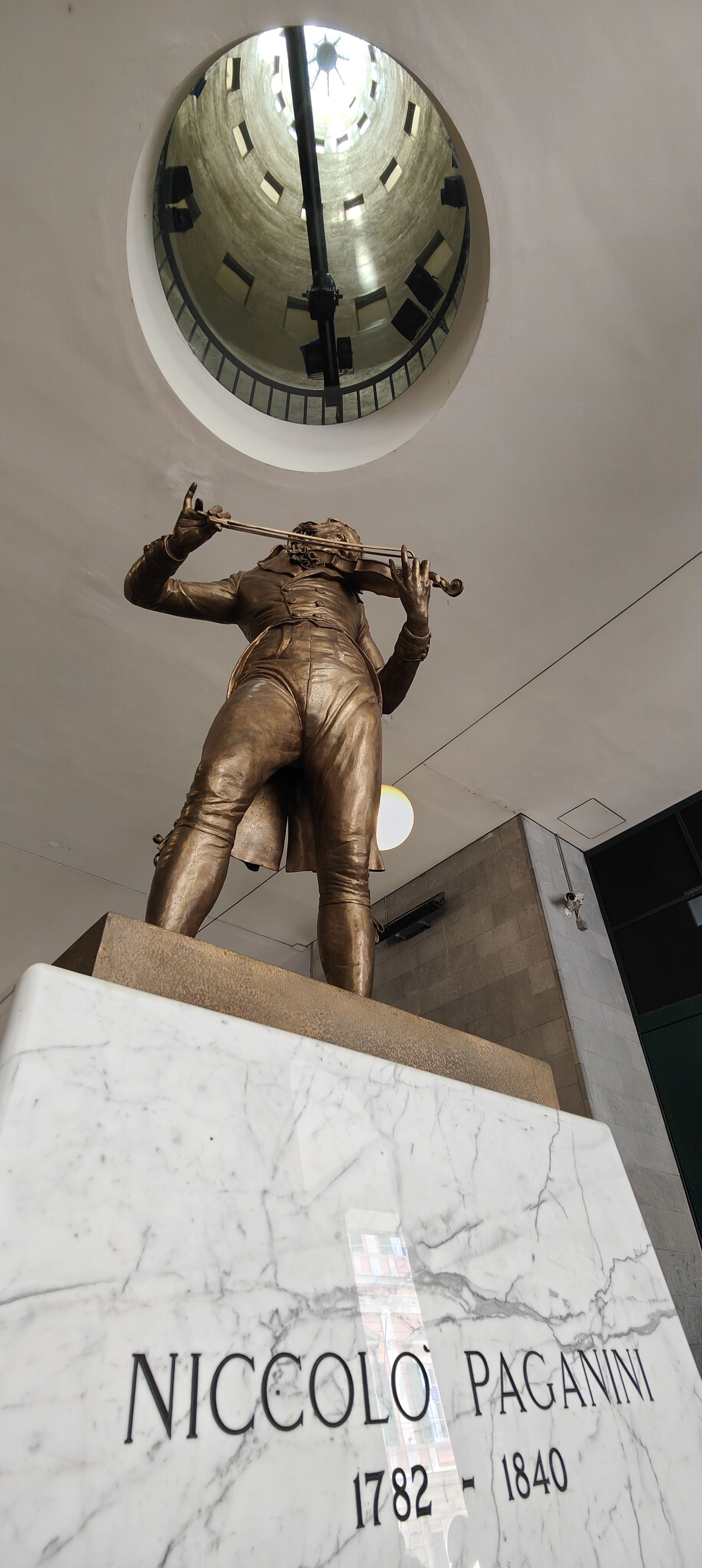
Particolare della statua di Nicolò Paganini sotto il cono luminoso
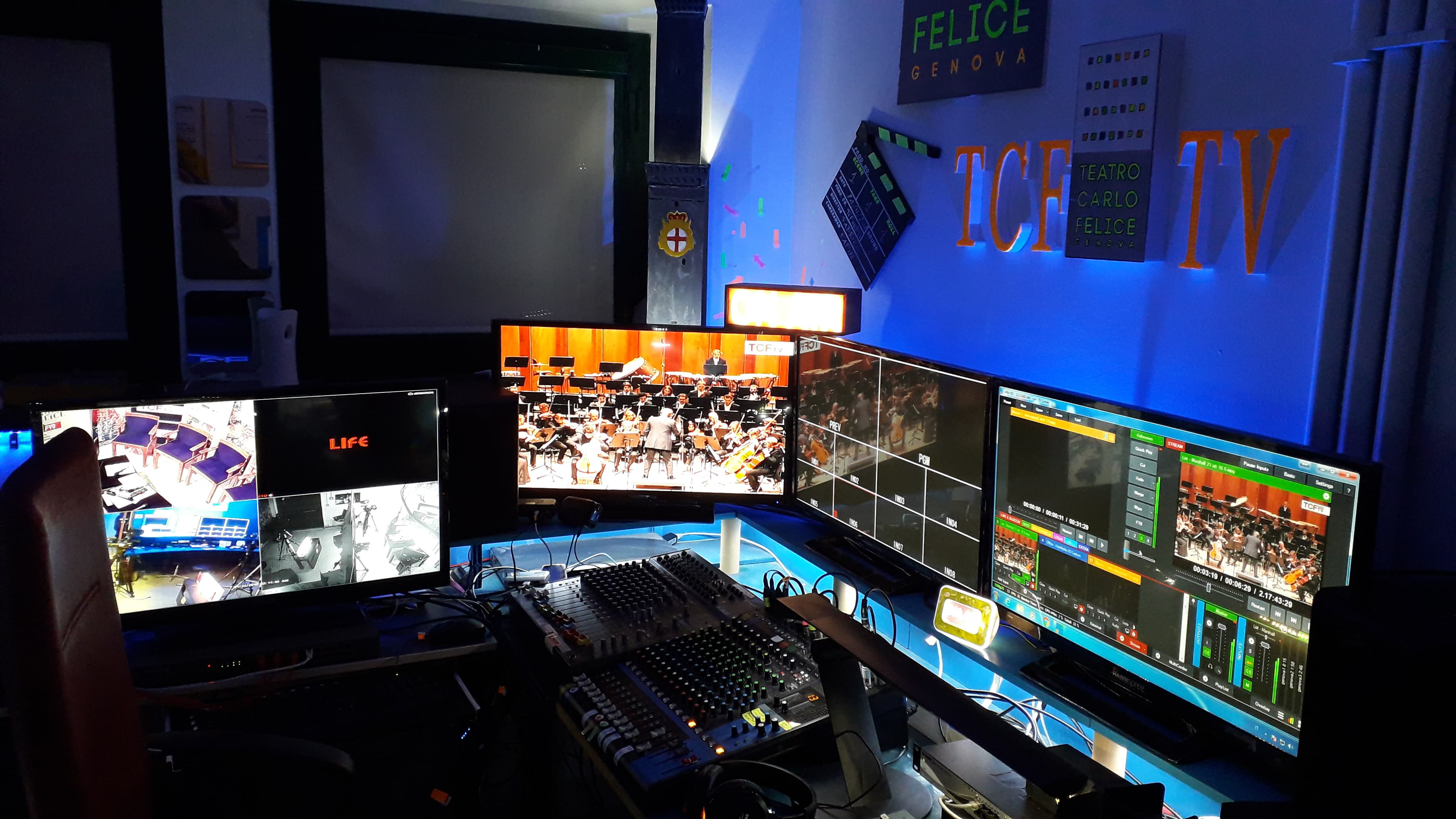
Studio di messa in onda della TCF web tv